# گالوپ کره
گالوپ کره (کره‌ای: 한국갤럽) یا مؤسسه تحقیقاتی گالوپ کره (کره‌ای: 한국갤럽조사연구소) یک شرکت تحقیقاتی در کره جنوبی است که در سال ۱۹۷۴ توسط پارک مو ایک تأسیس شد. این شرکت در سال ۱۹۹۷ به عضویت انجمن بین‌المللی گالوپ درآمد. گالوپ کره بیشتر به خاطر انجام نظرسنجی‌ها در زمینه‌های سیاسی، سرگرمی، ورزش و مسائل اجتماعی شناخته شده است.

## تاریخچه
پارک مو ایک (۱۹۴۳–۲۰۱۷) در سال ۱۹۷۴ اولین شرکت نظرسنجی عمومی کره جنوبی را به نام کوریا سِروِی پُولز (Korea Survey Polls) در جونگنو، سئول تأسیس کرد. او در سال ۱۹۷۷ با جورج گالوپ شروع به مکاتبه کرد و شرکت در سال ۱۹۷۹ به عضویت انجمن بین‌المللی گالوپ درآمد. در همان سال، با موافقت جورج گالوپ برای استفاده انحصاری از برند «گالوپ»، نام شرکت به «گالوپ کره» یا «مؤسسه تحقیقاتی گالوپ کره» تغییر یافت.
در سال ۱۹۸۷، گالوپ کره تحت رهبری پارک مو ایک اولین شرکتی بود که توانست نتایج انتخابات ریاست‌جمهوری کره جنوبی را به‌طور دقیق پیش‌بینی کند. همچنین این شرکت تقریباً به درستی تعداد آرای نامزدها را در انتخابات ریاست‌جمهوری ۱۹۹۷ کره جنوبی پیش‌بینی کرد.
در دههٔ ۱۹۹۰، گالوپ کره برای اولین بار در کره جنوبی یک پایگاه داده اختصاصی برای نتایج نظرسنجی‌ها راه‌اندازی کرد.
در سال ۲۰۰۶، گالوپ کره به همراه انجمن آماری کره، جایزه آکادمیک گالوپ کره (کره‌ای: 한국갤럽학술상) را تأسیس کرد تا به پیشرفت آمار و تحقیقات در این زمینه کمک کند. از آن زمان، این جایزه یکی از معتبرترین جوایز در زمینهٔ آمار در کره جنوبی شده است.
در مارس ۲۰۲۱، گالوپ کره یک یادداشت تفاهم با کی‌تی کورپوریشن امضا کرد تا از فناوری هوش مصنوعی در نظرسنجی‌ها استفاده کند.

## سرویس
گالوپ کره به خاطر نظرسنجی‌ها یا پیمایش‌های عمومی‌اش شناخته می‌شود. این سازمان هر از گاهی نظرسنجی‌هایی انجام می‌دهد تا محبوبیت و تأثیر سیاستمداران، هنرمندان و ورزشکاران را بسنجد. در سال ۲۰۱۲، گالوپ کره برنامه نظرسنجی خود به نام «نظرسنجی روزانه گالوپ کره» را راه‌اندازی کرد که هر هفته نتایج جدید را منتشر می‌کند و استفاده از آن برای عموم آزاد است. این سازمان همچنین از سال ۱۹۷۸ کتاب‌هایی شامل مونوگراف و نشریات مختلف بر اساس نتایج نظرسنجی‌های خود منتشر کرده است.

## نظرسنجی‌های سالانه
- بازیگر سال گالوپ کره
- خواننده سال گالوپ کره
- ترانه سال گالوپ کره
- انترتینر/کمدین سال گالوپ کره[۱۳]
- ورزشکار سال گالوپ کره[۱۴]